# Milano-Sanremo 1964
La Milano-Sanremo 1964, cinquantacinquesima edizione della corsa, fu disputata il 19 marzo 1964, per un percorso totale di 288 km. Fu vinta dal britannico Tom Simpson, giunto al traguardo con il tempo di 6h37'39" alla media di 43,419 km/h davanti a Raymond Poulidor e Willy Bocklant. Dopo aver vinto la prima edizione della corsa nel 1907, la Peugeot torna alla vittoria.
I ciclisti che partirono da Milano furono 232; coloro che tagliarono il traguardo a Sanremo furono 138.

## Ordine d'arrivo (Top 10)
| Pos. | Corridore              | Squadra          | Tempo    |
| ---- | ---------------------- | ---------------- | -------- |
| 1    | Tom Simpson            | Peugeot-BP       | 6h37'39" |
| 2    | Raymond Poulidor       | Mercier-BP       | a 2"     |
| 3    | Willy Bocklant         | Flandria-Romeo   | a 1'01"  |
| 4    | Rik Van Looy           | Solo-Superia     | a 1'09"  |
| 5    | Georges Van Coningsloo | Peugeot-BP       | s.t.     |
| 6    | Jean Graczyk           | Margnat-Paloma   | s.t.     |
| 7    | Renato Pelizzoni       | Ignis            | s.t.     |
| 8    | Edward Sels            | Solo-Superia     | s.t.     |
| 9    | Jean Forestier         | Peugeot-BP       | s.t.     |
| 10   | Yvo Molenaers          | Wiel's-Gr. Leeuw | s.t.     |